# IOS SDK
iOS SDK（アイ・オーエス・エスディーケイ）は、iOSで動作するアプリケーションを作成するためのソフトウェア開発キットである。Xcode に同梱されている。
旧称は、iPhone SDK for iPhone OS（アイフォーン・エスディーケイ・フォー・アイフォーン・オーエス）で、2010年にリリースのバージョン4.0からはiOS SDK（アイ・オーエス・エスディーケイ）という名称が使われている。
年会費11,800円（米国では99ドル）のApple Developer Programに参加すると、App Storeに登録して、Appleによる審査を受けた後で作成したAppをApp Storeで販売・配信することができる。

## Xcode に含まれるもの
- iOS SDK
- iPhone Simulator
- Instruments
- Interface Builder